# Marmoteiro
Marmoteiro (do francês marmotter = murmurar, resmungar) é o termo utilizado em todas as religiões, inclusive as religiões afro-brasileiras, para denominar pessoas que se dizem sacerdotes aptos e só ludibriam as pessoas que o procuram, em outras palavras é o próprio charlatão. Podem ser denominados marmoteiros tanto o babalorixá ou Ialorixá do candomblé que tenham todas suas obrigações em dia, como também pai-de-santo e mãe-de-santo de Umbanda, Quimbanda, Macumba, Omolocô, Umbandomblé e Pastores que se dizem capacitados a resolver todos os problemas do ser humano desde problemas de obsessão até doenças incuráveis. Também estão incluídos os esotéricos, místicos, cartomantes, adivinhos, benzedeiras, quiromantes, tarólogos, pastor evangélico, padres que prometem o que não podem cumprir, visando apenas o bem financeiro que irá receber.
A palavra marmoteiro também é usada como marmota ou marmotagem.
A palavra marmotagem refere-se ao ato incorreto ou indevido praticado pelo marmoteiro.
Outras palavras também podem ser associadas ao marmoteiro: trambiqueiro, kosibetó, bequeiro, vigarista, safado, inventor de moda, e muitos outros.
Dentre as promessas destacamos as seguintes:
- Trago seu amor de volta em sete dias;
- Dê um dízimo de um salário mínimo, para receber um salário dez vezes maior;
- Dê seu dízimo para comprar seu terreno no céu, ao lado de Deus.